# Вятърната мелница
„Вятърната мелница“ е български игрален филм (приключенски, семеен) от 1961 година на режисьора Симеон Шивачев, по сценарий на Славчо Чернишев и Серафим Северняк. Оператор е Георги Алурков. Музиката във филма е композирана от Иван Маринов.

## Актьорски състав
- Михаил Петров – Колката
- Гриша Бояджиев – Сашо
- Румен Хранов – Боян
- Константин Кисимов – Дядо Балю
- Стефан Петров – Морти
- Никола Дадов – Моко
- Найчо Петров – Тони
- Мария Шивачева – Джина
- Елена Хранова – Палушецка
- Боян Беров – Шофьорът
- Цено Кандов – Бай Нако
- Димитър Пешев – Професор Мартинов
- Виолина Стойчкова – Доменика
- Вера Драгостинова – Марето
- Досьо Досев – Лейтенантът от МВР